# Ford Contour
Der Ford Contour war eine von der Ford Motor Company zwischen Mitte 1994 und Herbst 2000 in Nordamerika produzierte Limousine der Mittelklasse.
Beim Contour handelte es sich um die US-amerikanische Version des Ford Mondeo der ersten Generation. Sein weitgehend baugleiches Schwestermodell war der Mercury Mystique.

## Übersicht
Der Contour war mit dem europäischen Ford Mondeo in technischer Hinsicht weitgehend identisch. Statt der geschwungenen, hochgezogenen Heckpartie des Mondeo wies der Contour allerdings eckigere Rücklichter auf, die von der letzten US-amerikanischen Escort-Baureihe übernommen worden waren. Das Design der Frontpartie wurde 1997 an die des Mondeo angeglichen.
Der Contour war nur als Stufenhecklimousine erhältlich. Zur Schräghecklimousine und zum Kombi des europäischen Mondeo gab es auf dem nordamerikanischen Markt keine vergleichbaren Modellvarianten, da solche in den USA in dieser Klasse kaum nachgefragt werden.

## Modellgeschichte
Anfang 1994 debütierte der ausschließlich als Stufenhecklimousine angebotene Contour in den Versionen GL und LX mit Zweiliter-Zetec-Vierzylindermotor (16V) und als SE mit 2,5-l-Duratec-V6-Motor (24V), jeweils mit MTX75-Fünfgang-Handschaltgetriebe oder CD4E-Vierstufen-Automatikgetriebe erhältlich.
1997 nahm Ford ein preisgünstigeres neues Basismodell (ohne Zusatzbezeichnung) ins Programm. 

### Facelift (1997)
Im Herbst 1997 erhielt der Contour eine Modellpflege mit einem größeren, chromumrandeten ovalen Kühlergrill und größeren Scheinwerfern. Die neue Frontpartie entsprach der des europäischen Ford Mondeo ab Herbst 1996, war aber nicht baugleich.

Bereits 1998 entfielen das erst eingeführte Basismodell und der GL, dafür debütierte der 145 kW (197 PS) starke, 235 km/h schnelle SVT Contour als Sportausführung mit Fünfganggetriebe und einer betont sportlichen Aufmachung und Ausstattung, limitiert auf 5000 Exemplare pro Modelljahr. Ab 1999 leistete der Motor 149 kW (200 PS).

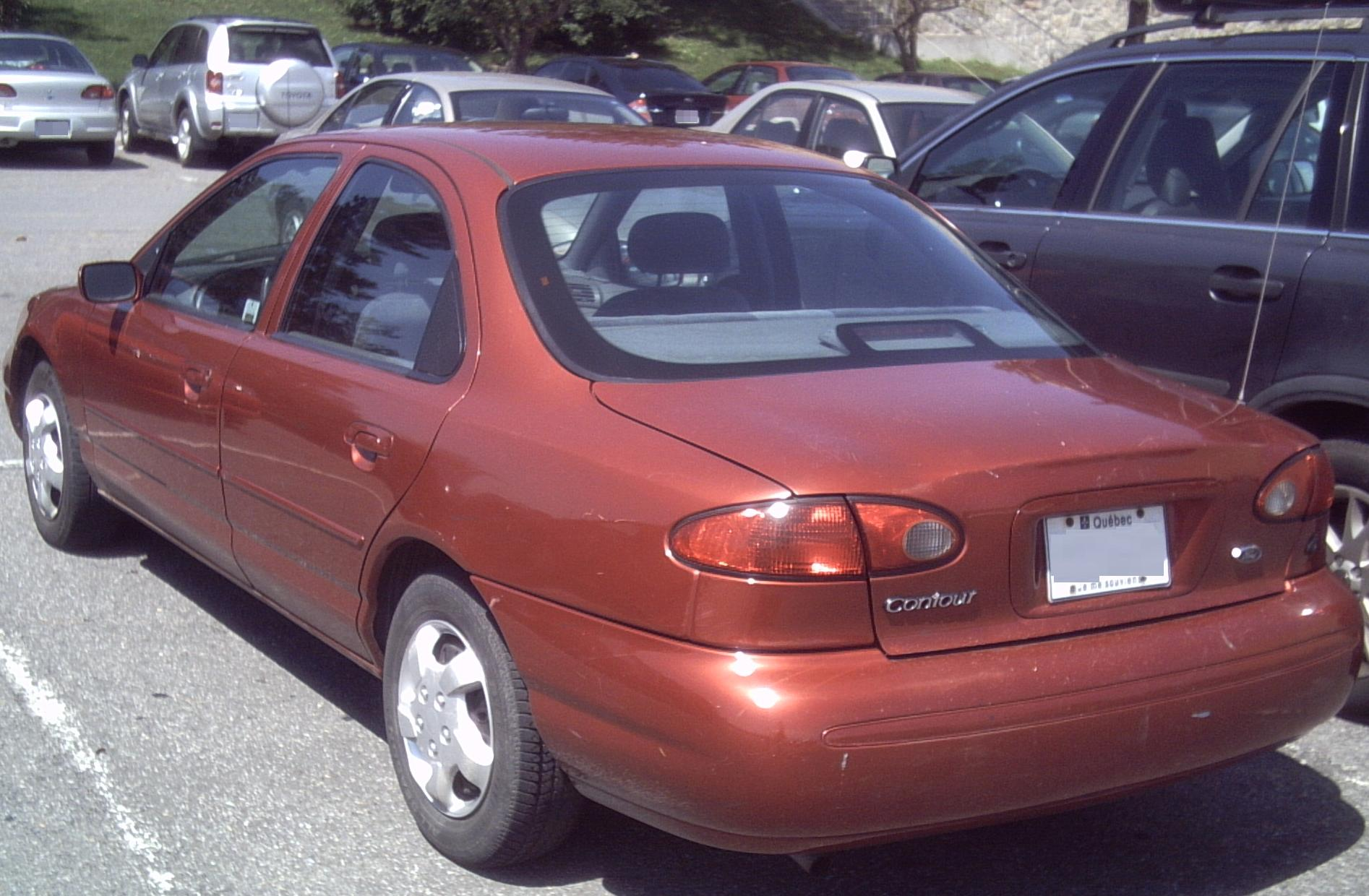
Heckansicht
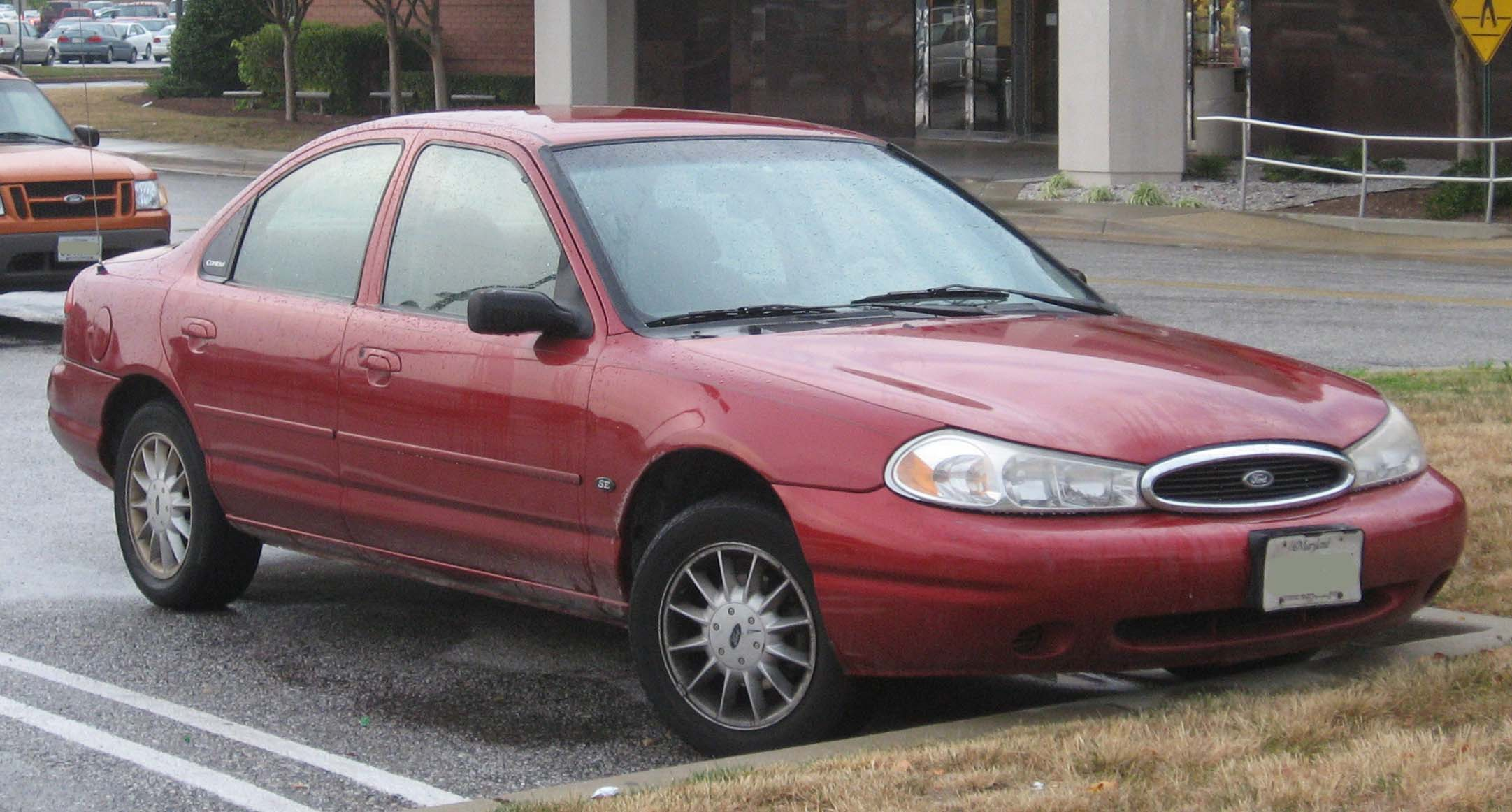
Ford Contour (1997–2000)
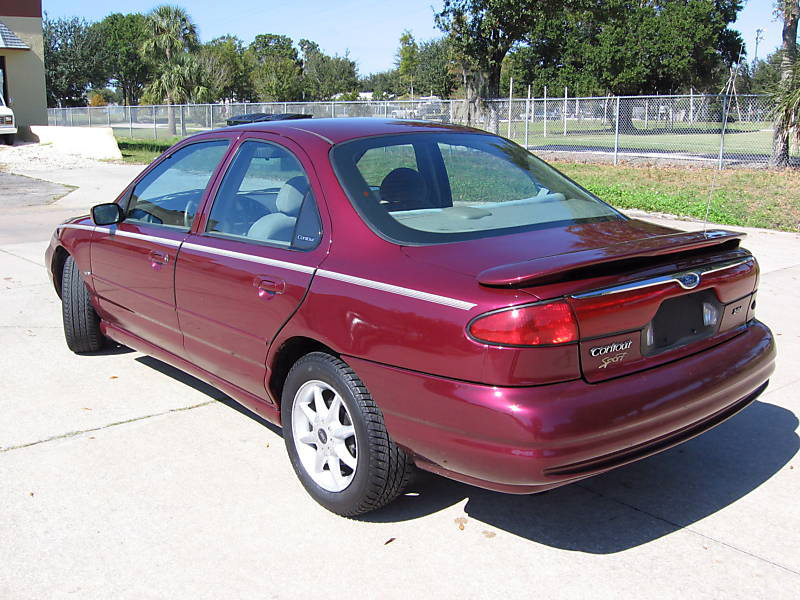
Heckansicht
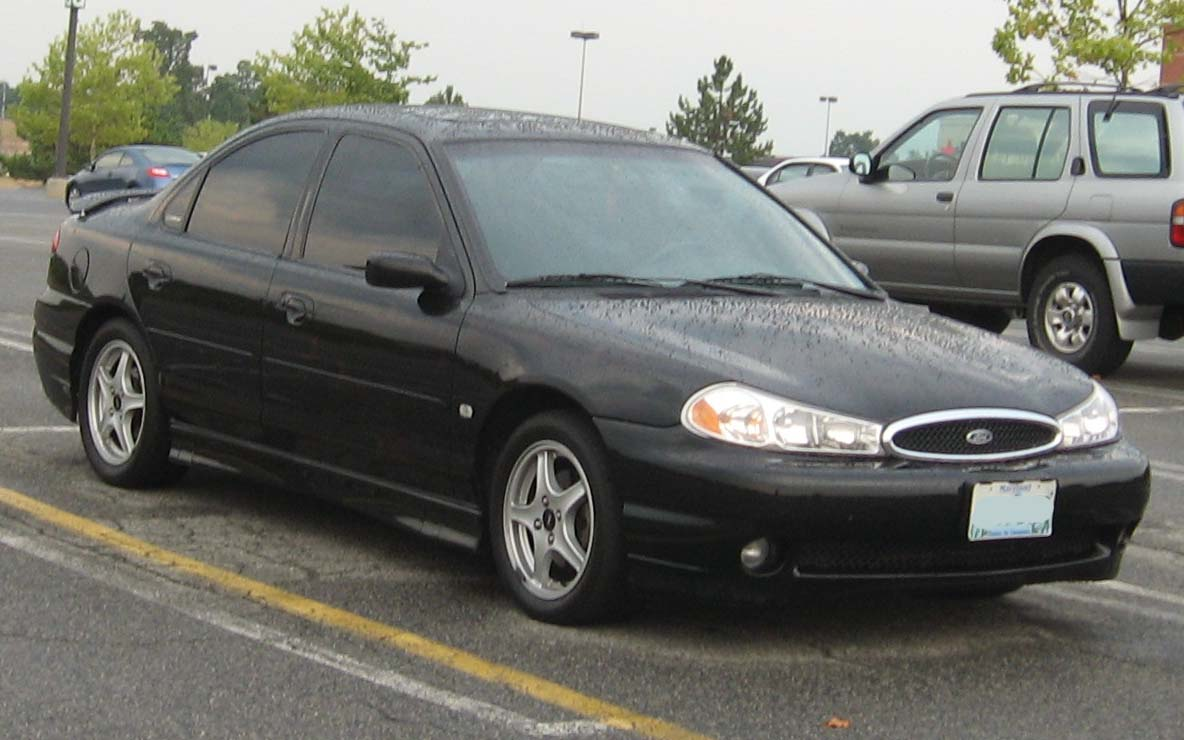
Ford SVT Contour (1998–2000)
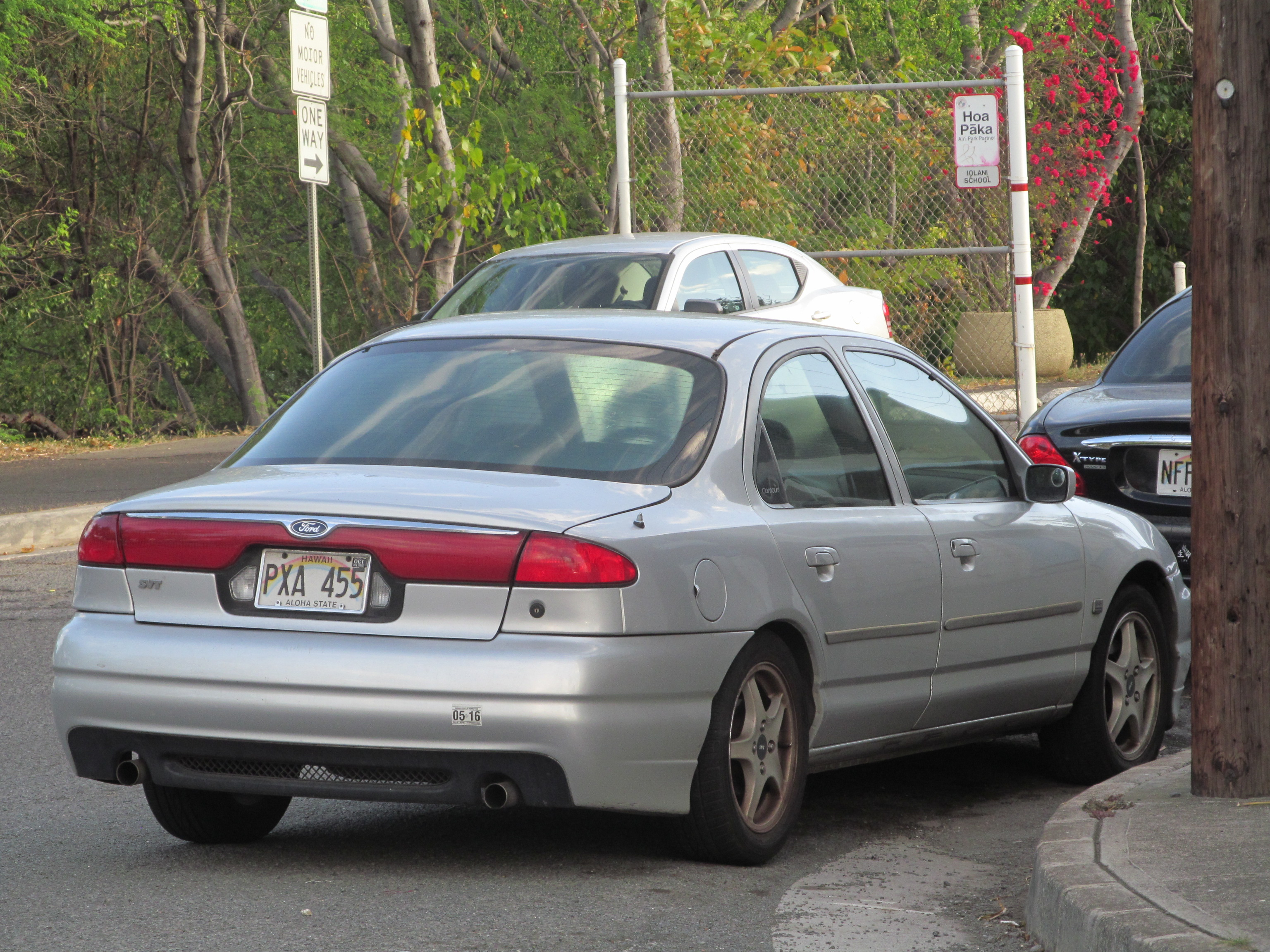
Heckansicht

## Einstellung der Produktion
Da die US-Hersteller Ende der 1990er-Jahre verstärkt auf die wachsenden und gewinnträchtigen SUV- und Pickup-Segmente setzten, das normale PKW-Segment in den USA insgesamt rückläufig war und zudem von japanischen Herstellern dominiert wurde, blieb das Modell nach dem Produktionsende im Herbst 2000 zunächst ohne Nachfolger. Mit der Einstellung von Ford Contour und Mercury Mystique endete auch Fords Weltauto-Konzept. In sechs Jahren waren etwa eine Million Exemplare vom Band gerollt.
In Europa war eine komplett eigenständige, neue Mondeo-Generation entwickelt worden, die in Nordamerika nicht angeboten wurde. Stattdessen setzte Ford in den USA auf den größeren Taurus, der möglichst preisgünstig angeboten wurde. Erst ab Mitte 2005 gab es mit dem Ford Fusion wieder einen Nachfolger dieser Größenordnung, der aber nichts mit dem gleichnamigen, aber kleineren Modell in Europa zu tun hatte.